# معدل انبعاث طاقة الإجهاد
معدل انبعاث طاقة الإجهاد (أو معدل انبعاث الطاقة) هو الطاقة التي تم تبديدها في أثناء عملية الانهيار لكل وحدة تم إنشاؤها حديثًا من مساحة السطح المنهار. وتُعتبر هذه الكمية رئيسية في ميكانيكا التصدع حيث إن الطاقة التي يجب تزويدها إلى قمة التصدع ليزيد يجب أن تكون مساوية لكمية الطاقة المبددة نتيجة تكوين أسطح جديدة وعمليات تبديد أخرى مثل اللدونة.
ولأغراض الحساب، يتم تحديد معدل انبعاث الطاقة كما يلي 
{\displaystyle G:=-{\cfrac {\partial U}{\partial a}}}
حيث إن {\displaystyle U} هو الطاقة المحتملة المتوفرة لزيادة التصدع و{\displaystyle a} هو منطقة التصدع (طول الصدع للمشكلات ثنائية الأبعاد). وتقاس بوحدات {\displaystyle G} هي ج/م2.
ينص معيار الفشل لمعدل انبعاث الطاقة على أن الصدع سيزيد عندما يكون معدل انبعاث الطاقة المتوفر {\displaystyle G} أكبر من أو يساوي القيمة الحرجة {\displaystyle G_{c}}
{\displaystyle G\geq G_{c}}
الكمية {\displaystyle G_{c}} هي طاقة التصدع وتُعتبر خاصية للمادة مستقلة عن الأحمال المطبقة وهندسة الجسم.

## العلاقة بشدة الانهيار
بالنسبة للمشكلات ثنائية الأبعاد (ضغط السطح وتوتر السطح وإجهاد ضد السطح) التي تتضمن تصدعات تتحرك في مسار مستقيم، فإن عامل شدة الإجهاد من النمط الأول يرتبط ({\displaystyle K_{I}}) بمعدل انبعاث الطاقة ({\displaystyle G}) عن طريق
{\displaystyle G={\cfrac {K_{I}^{2}}{E'}}}
حيث إن {\displaystyle E} هو معامل يونغ و {\displaystyle E'=E} من أجل ضغط السطح و {\displaystyle E'=E/(1-\nu ^{2})} من أجل توتر السطح.
وبالتالي يمكن التعبير عن معيار الفشل الخاص بمعدل انبعاث الطاقة كما يلي
{\displaystyle K_{I}\geq K_{Ic}}
حيث إن {\displaystyle K_{Ic}} هو شدة الانهيار من الوضع الأول.